# Arbeitskreis Bertolt Brecht
Der Arbeitskreis Bertolt Brecht e. V. (abb) wurde 1957 gegründet von Ludwig Bäte, Erich Engel, Heinz Furian, André Müller sen., Erwin Piscator, Paul Rose, Hans Schweikart, Ernst Schumacher, Gerd Semmer, Günther Weisenborn und weiteren. Sein Ziel war es, sich in der Bundesrepublik mit dem Werk Bertolt Brechts auseinanderzusetzen. Dazu wurden in loser Folge Mitteilungen und Nachrichtenbriefe herausgegeben und auch Gastspiele, Inszenierungen und Vorträge veranstaltet.